# Підготовча комісія Організації Договору про всеосяжну заборону ядерних випробувань
Підготовча комісія Організації Договору про всеосяжну заборону ядерних випробувань  (англ. Preparatory Commission for the Comprehensive Nuclear-Test-Ban Treaty Organization) — міжнародна організація, яка до моменту набрання чинності Договору про всеосяжну заборону ядерних випробувань виконує функції Організації Договору про всеосяжну заборону ядерних випробувань. Має повноваження проводити переговори і укладати необхідні угоди.

## Історія
Договір про всеосяжну заборону ядерних випробувань (ДВЗЯВ) схвалено 10 вересня 1996 року резолюцією Генеральної Асамблеї ООН 50/245. Він відкритий для підписання усіма державами 24 вересня 1996 року. Його головна мета — запровадити заборони на всі ядерні випробування: наземні, підземні, в атмосфері та під водою. Держави, які є сторонами договору, взяли на себе юридичні зобов'язання не виконувати будь-які ядерні вибухи та утримуватися від спонукання, заохочення або будь-якої участі у здійсненні випробувальних вибухів. Позаяк договір — безстроковий, згадана заборона не має часових меж.
Згідно зі статтею XIV Договору, ДВЗЯВ набере чинності за 180 днів після передання депозитарію ратифікаційних грамот усіма 44 державами, перелік яких визначається Додатком 2 до Договору. З цих 44 країн договір підписали і ратифікували 36. Загалом ДВЗЯВ підписали 184 держави, а ратифікували 168. Серед країн, які підписали та ратифікували ДВЗЯВ, є три ядерні держави: Франція, Російська Федерація і Велика Британія. До решти 8 держав, від ратифікації з боку яких залежить набуття чинності ДВЗЯВ, належить Китай, Північна Корея, Єгипет, Індія, Іран, Ізраїль, Пакистан і США. З них Індія, Пакистан і КНДР ще навіть не підписали його.
Нагляд за додержанням положень ДВЗЯВ покликана здійснювати Організація Договору про всеосяжну заборону ядерних випробувань (ОДВЗЯВ), заснована відповідно до положень цього договору. Але до часу набуття договором чинності функції вищеназваної організації має виконувати Підготовча комісія (ПК ОДВЗЯВ), утворена 19 листопада 1996 рішенням держав, які підписали договір. Діяльність цієї комісії розпочалася у Відні 17 березня 1997.
До складу Підготовчої комісії входять усі держави, які підписали договір. Її виконавчим органом є Тимчасовий технічний секретаріат (ТТС ПК ОДВЗЯВ), який станом на 1 січня 2020 року налічував близько 260 співробітників. Його місце розташування — Відень (Австрія). З 1 серпня 2013 посаду Виконавчого секретаря ПК ОДВЗЯВ обіймає представник Буркіна-Фасо Лассіна Зербо.
Організаційно ПК ОДВЗЯВ поділяється на три робочі групи:
- Робоча група «А» (сюжетно-фінансові питання)
- Робоча група «Б» (науково-технічні питання і верифікаційний режим)
- Консультативна група (консультаційний орган із фінансових, бюджетних та адміністративних питань).

Важливою ланкою роботи ПК ОДВЗЯВ є застосування одержаних даних у відмінних від мети договору цивільних і наукових сферах: запобігання цунамі, дослідження ядра Землі, відстеження землетрусів і вулканів, дослідження океанів, змін клімату тощо.
З метою забезпечення додержання договірних зобов'язань діє міжнародна система моніторингу (МСМ), яка включає 337 станцій спостереження (170 сейсмологічних, 60 інфразвукових, 11 гідроакустичних і 80 радіонуклідних станцій, розміщених у 90 країнах) та 16 радіонуклідних лабораторій, спроможних зафіксувати ймовірний ядерний вибух і негайно передати відповідні відомості до розташованого у Відні Міжнародного центру даних (МЦД). Підозрілі події, які зареєструє МЦД, стають предметом консультацій між державами-учасницями договору. За необхідності можуть проводитися інспекції на місці для перевірки одержаних даних. Розвиток системи контролю включно з режимом проведення інспекцій на місцях слід завершити до набуття договором чинності, що і є головним завданням ПК ОДВЗЯВ на поточному етапі.
З метою прискорення процесу набуття договором чинності держави, які є договірними сторонами, проводять міжнародні конференції на міністерському рівні, де узгоджують плани та заходи, яких конче потрібно вжити на глобальному та регіональному рівнях, щоб посприяти універсалізації цього суттєвого міжнародного документу.

## Участь України
Участь України у виявленні ядерних вибухів покладається на Головний центр спеціального контролю ДКАУ. Дані зі станції сейсмічного контролю PS-45 надаються до МДЦ.